# Philip Little
Philip Little (geboren 1857 in Swampscott, Massachusetts; gestorben 1942) war ein amerikanischer Porträt- und Landschaftsmaler.

## Leben und Werk
Philip Little wurde 1857 am Little’s Point in Swampscott im amerikanischen Bundesstaat Massachusetts geboren. Er arbeitete als junger Mann im Baumwoll- und Wollgeschäft seines Vaters und studierte am Massachusetts Institute of Technology, bis er sein Studium aus Krankheitsgründen beenden musste. Nachdem er eine kurze Zeit für seinen Vater gearbeitet hatte, entschied er sich für eine Berufskarriere im Designbereich und schrieb sich am Lowell Institute ein. Nach seiner dortigen Ausbildung sowie einer einjährigen Ausbildung in Lithographie in einem Unternehmen in Boston begann er 1880 sein weiteres Studium an der Kunstschule des Boston Museum of Fine Arts, wo er bis 1882 blieb. Er traf hier auf den Künstler Frank Weston Benson aus Salem in Massachusetts. Little zog nach der Beendigung seiner Ausbildung mit seiner Frau Lucretia Jackson ebenfalls nach Salem und teilte sich ein Atelier mit Benson an der Chestnut Street 2.

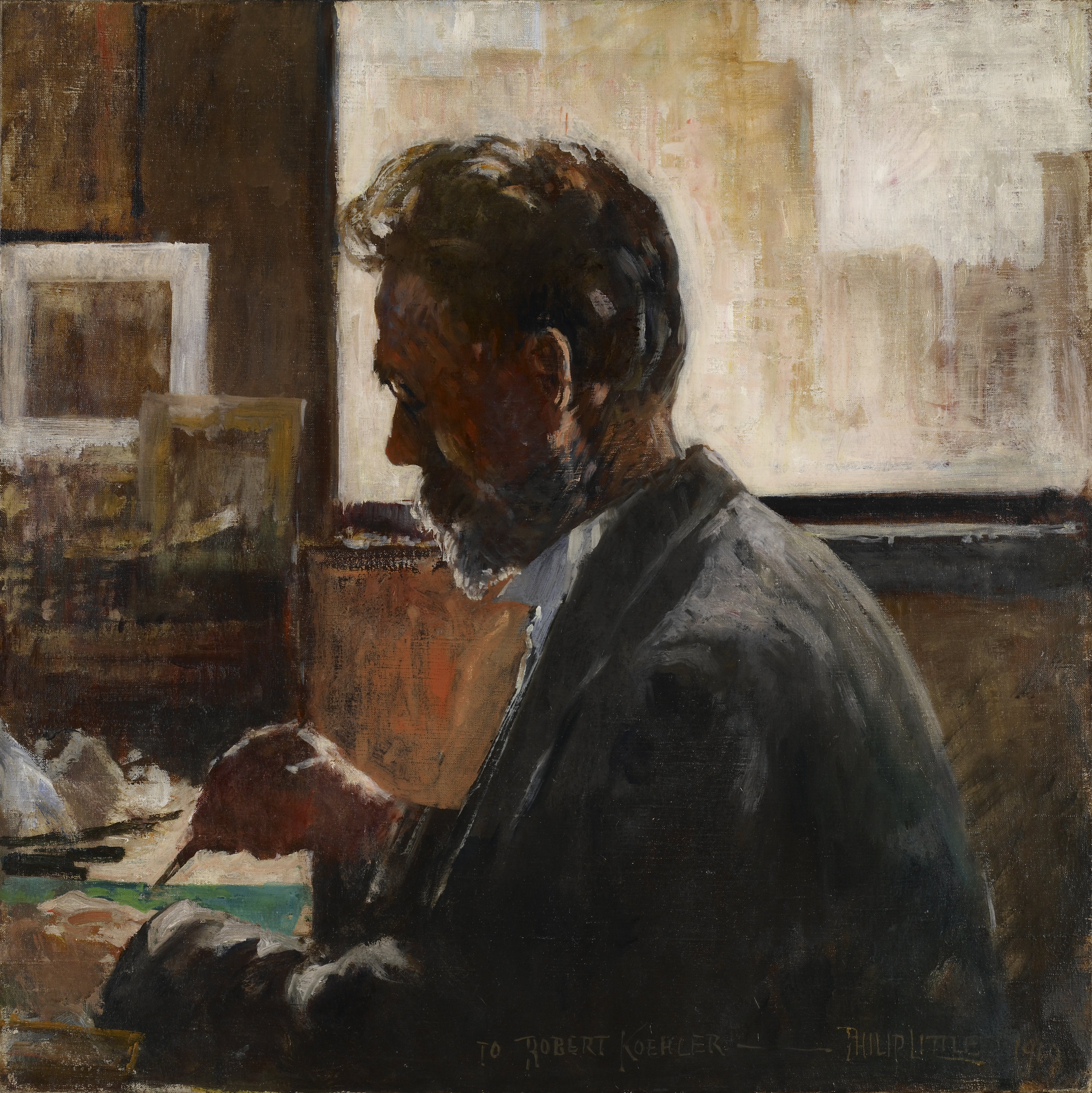
Porträt des Malers Robert Koehler, 1910

Little war sowohl als Künstler wie auch als Verwaltungsbeamter bekannt und galt als freigiebiger Unterstützer der Stadt. Er war aktiv im Ältestenrat und in der Stadtregierung, kümmerte sich jedoch auch als Ratsmitglied um die städtische Schule und das Gesundheitswesen sowie im Stadtkomitee um militärische Belange. Daneben war er mehrere Jahre aktiv in der Armee von Massachusetts und hatte bei Beendigung seiner Dienstzeit den Rang eines Majors inne. Neben seiner künstlerischen Karriere als Maler war er zudem Kurator am Salem’s Essex Institute.
Little arbeitete sowohl als Landschaftsmaler als auch als Porträtmaler. Vor allem die Küste von Neuengland war ein häufiges Motiv seiner Arbeiten und er reiste regelmäßig im Sommer nach MacMahan Island in Maine, um im Herbst dann mit zahlreichen impressionistischen Szenen von der Küste zurückzukehren. Daneben malte er auch regelmäßig Landschaftimpressionen aus dem Umland von Salem. Er stellte seine Werke seit seiner Zeit in der Museumsschule aus und gewann auch zahlreiche Ausstellungspreise. Darüber hinaus war er Mitglied zahlreicher Künstlervereinigungen  wie des National Art Clubs, der American Society of Etchers und der Portland Society of Artists in Maine. Er war Gründungsmitglied der Guild of Boston Artists.
Von 1914 bis zu seinem Tod 1942 arbeitete Little in einem neuen kleinen Atelier in der Daniels Street im Hafen von Salem, das er auch anderen Künstlern zur Verfügung stellte. Zwischen 1920 und 1930 nutzte es Philip Kappel häufig und Richard V. Ellery mietete es für die Zeit, in der er von der Works Progress Administration (WPA) ausgewählt war, um Murals für Salem und seine Heimatstadt Marblehead zu malen. 1938 spendete Little der Salemer Young Men’s Christian Association eine Gruppe von Ölgemälden in Gedenken an seine verstorbene erste Frau. Weitere Bilder spendete er der Stadt, die in öffentlichen Gebäuden wie der Bibliothek, dem Rathaus und der Salem High School aufgehängt wurden. An der Wand der Eastern Bank in der Washington Street befindet sich bis heute ein kleines Mural.
1942 starb Philip Little und hinterließ seine zweite Frau, geboren als Caroline King, sowie seinen Sohn Philip, Jr.

## Belege
1. 1 2  
Little, Philip. In: Mantle Fielding: Dictionary of American Painters, Sculptors and Engravers. Modern Books and Crafts 1926, enlarged version 1974, ISBN 0-913274-03-8, S. 218.
2. 1 2 3 4 5  
Künstlerporträt auf der Website der Stadt Salem, Massachusetts; abgerufen am 3. März 2016.

| Personendaten    | Personendaten             |
| ---------------- | ------------------------- |
| NAME             | Little, Philip            |
| KURZBESCHREIBUNG | amerikanischer Maler      |
| GEBURTSDATUM     | 1857                      |
| GEBURTSORT       | Swampscott, Massachusetts |
| STERBEDATUM      | 1942                      |